# Ярош Олександр Андріанович
Ярош Олександр Андріанович (12 грудня 1919, Колесники — 31 січня 2002, Київ) — український науковець, педагог, лікар-невропатолог, доктор медичних наук, професор, заслужений працівник вищої школи України, автор понад 400 наукових робіт. Підготував більше 30 докторів та кандидатів медичних наук.

## Біографія
Народився 12 грудня 1919 року в селі Колесники Гощанського району Рівненської області в селянській родині.
У вересні 1940 року поступив до Львівського політехнічного інституту, але через місяць був призваний до лав Червоної Армії.
Учасник бойових дій під час війни з Німеччиною. Захищаючи Одесу, був тяжко контужений, потрапив у полон. За допомогою підпілля, втік з табору та повернувся на Рівненщину, де вступає до складу підпільної організації партизанського загону під командуванням полковника Д. М. Медведєва.
Після війни відновлює навчання у Львівській Політехніці, але почуваючи поклик присвятити себе медицині, залишає політехнічний інститут і поступає до Львівського медичного інституту, який успішно закінчує в 1949 році. Учень та послідовник фундатора Київської наукової школи неврології — академіка Б. М. Маньковського. 1958—1969 — очолював кафедру неврології Тернопільського державного медичного інституту, засновником якої був. Завідував кафедрою нервових хвороб Національного медичного університету імені акад. О. О. Богомольця (1969—1992). 1992—2000 роки — професор тієї ж кафедри. Науковий напрямок — лікування розсіянного склерозу, демієлінізуючі ураження центральної нервової системи.
О. А. Ярош помер 31 січня 2002 р., похований на Лісовому кладовищі в м. Києві.

## Нагороди
За участь у бойових операціях О. А. Яроша нагороджено орденами Червоної Зірки і Вітчизняної війни ІІ ступеня, а також медалями «Партизану Вітчизняної війни» І ступеня та «За перемогу над Німеччиною у Великій Вітчизняній війні 1941—1945 років», медаллю «За трудову доблесть».

## Родина
Виховав двох синів, обидва медики-неврологи: Ярош Олександр Олександрович — доктор медичних наук, професор та Ярош Олег Олександрович — доктор медичних наук, старший науковий співробітник Інституту інфекційних хвороб.

## Наукова діяльність
Наукові дослідження присвячені:
- розсіяному склерозу
- захворюванням периферичної нервової системи
- судинній патології головного мозку
- на базі клініки і кафедри організував (1979) і був першим науковим керівником Українського Центру розсіяного склерозу

Автор 400 наукових праць. Основні з них:
- Нарушения кровообращения в вертебральнобазилярной системе. — К., 1979 (в співавт.).
- Нарушения мозгового и периферического кровообращения у больных атеросклерозом и гипертонической болезнью. — К., 1981 (у співавт.).
- Алкогольная полиневропатия. — К., 1986 (у співавт.).
- Нервные болезни: Учебник. — К., 1985 (у співавт.).